# Arenaria fastigiata
Arenaria fastigiata är en nejlikväxtart som beskrevs av Rodolfo Amando Philippi. Arenaria fastigiata ingår i släktet narvar, och familjen nejlikväxter. Inga underarter finns listade i Catalogue of Life.